# BMW Open 2006
BMW Open 2006 — тенісний турнір, що проходив на ґрунтових кортах у місті Мюнхен, Німеччина з 1 травня. Належав до категорії ATP International Series.

## Фінальна частина

### Одиночний розряд
Олів'є Рохус —  Крістоф Вліген 6–4, 6–2

### Парний розряд
Андрей Павел /  Александер Васке —  Александер Пея /  Б'єрн Фау 6–4, 6–2